# Threads (Sheryl Crow)
| Recensione    | Giudizio |
| ------------- | -------- |
| AllMusic      | [ 1 ]    |
| Rolling Stone | [ 2 ]    |

Threads è il decimo album in studio della musicista statunitense Sheryl Crow, pubblicato il 30 agosto 2019 da Big Machine Records.  Threads è un album collaborativo con molti suoi amici musicisti, eroi musicali ed artisti più recenti che stima.

## Il disco
Durante la promozione del suo tour nel Regno Unito, Crow ha pubblicato Wouldn't Wanna Be Like You con St. Vincent. Ha rivelato nelle interviste che il progetto dei duetti sarà probabilmente il suo ultimo album, in quanto l'ascolto della musica in streaming ha cambiato i gusti degli ascoltatori che preferiscono creare le proprie playlist invece di ascoltare un album di un unico musicista. Ha aggiunto che continuerà a scrivere e fare tournée e potenzialmente pubblicherà musica in forma abbreviata simile a spettacoli estesi. L'album comprende diciassette brani di cui dodici inediti, quattro cover e una nuova versione di un suo vecchio brano, vi partecipano non meno di ventitré musicisti. Nel brano Cross Creek Road, oltre a Lukas Nelson e Neil Young, compare anche l'ex cantante e batterista degli Eagles Don Henley ai cori.
(Sheryl Crow, note dell'album)
Redemption Day è stato ufficialmente pubblicato come singolo principale dell'album il 21 aprile 2019. Apparso per la prima volta nel secondo album omonimo della Crow nel 1996, la versione dei thread della canzone presenta Johnny Cash, che aveva registrato una cover della canzone per il suo album postumo 2010 American VI: Ain't No Grave.
Il 22 maggio 2019, Live Wire, un brano ispirato al blues con Bonnie Raitt e Mavis Staples, è stato pubblicato su Entertainment Weekly.
Crow, Raitt e Staples hanno successivamente eseguito la canzone in The Ellen DeGeneres Show.
Prove You Wrong, una canzone country rock con l'amica di lunga data di Crow Stevie Nicks e la nascente star country Maren Morris, è stato pubblicato il 5 giugno 2019. La Crow si è unita alla Morris sul palco del CMT Music Awards 2019 per eseguire la canzone.
Il 14 giugno 2019, Crow ha pubblicato il brano rock Still the Good Old Days con Joe Walsh. Ha suonato la canzone quella sera al The Graham Norton Show.
Il 28 giugno 2019, Crow ha promosso Threads eseguendo Prove You Wrong e Still the Good Old Days durante il suo set sul Pyramid Stage al Glastonbury Festival.
Everything Is Broken, una cover rock di Bob Dylan con Jason Isbell, è stata pubblicata il 12 luglio 2019.
Il 2 agosto 2019 è stato pubblicato il brano breakup blues Tell Me When It's Over, che è stato co-scritto ed interpretato ai cori da Chris Stapleton.
Il 23 agosto 2019 è stata pubblicata Story of Everything, un brano funk con il rapper Chuck D, Gary Clark Jr. alla chitarra e Andra Day alla voce, il cui testo riguarda i problemi raziali che ancora dividono gli Stati Uniti.
L'album si è finora classificato al 30º posto nella classifica Billboard 200 negli Stati Uniti e al 10º posto nella Official Albums Chart nel Regno Unito.

## Tracce
Testi e musiche di Sheryl Crow, eccetto dove indicato.
1. Prove You Wrong (feat. S.Nicks, M. Morris) – 3:41 (S. Crow, A. Anderson, L. Satcher)
2. Live Wire (feat. B. Raitt, M. Staples) – 5:09 (S. Crow, J. Trott)
3. Tell Me When It's Over (feat. C. Stapleton) – 4:56 (S. Crow, C.Stapleton)
4. Story of Everything (feat. Chuck D, A. Day, G. Clark Jr.) – 6:22 (S. Crow, S. Jordan, C. Ridenhour)
5. Beware of Darkness (feat. E. Clapton, Sting, B. Carlile) – 3:38 (G. Harrison)
6. Redemption Day (feat. J. Cash) – 4:46
7. Cross Creek Road (feat. L. Nelson, N. Young) – 4:46 (S. Crow, J. Trott)
8. Everything Is Broken (feat. J. Isbell) – 4:32 (B. Dylan)
9. The Worst (feat. K. Richards) – 2:38 (M. Jagger, K. Richards)
10. Lonely Alone (feat. W. Nelson) – 4:37 (S. Crow, S. McAnally)
11. Border Lord (feat. K. Kristofferson) – 4:42 (S. Bruton, D. Fritts, K. Kristofferson, T. Paul)
12. Still the Good Old Days (feat. J. Walsh) – 5:17 (S. Crow, J. Walsh)
13. Wouldn't Want to Be Like You (feat. St. Vincent) – 3:35 (S. Crow, J. Trott)
14. Don't (feat. Lucius) – 4:06
15. Nobody's Perfect (feat. E. Harris) – 4:43 (S. Crow, J. Trott)
16. Flying Blind (feat. J. Taylor) – 3:41 (S. Crow, C.Stapleton)
17. For the Sake of Love (feat. V. Gill) – 3:34

## Classifiche
| Classifica (2019)                | Posizione Massima |
| -------------------------------- | ----------------- |
| Stati Uniti (Billboard 200)      | 30                |
| Stati Uniti (Top Country Albums) | 2                 |
| Regno Unito (OCC)                | 10                |
| Regno Unito (UK Country Albums)  | 1                 |